# Jennifer Hermoso
Jennifer Hermoso Fuentes (Madrid, 1990. május 9. –) spanyol válogatott női labdarúgó. A CF Pachuca és a spanyol válogatott támadója.

## Pályafutása

### A felnőtt csapatban
Hermoso 16 évesen játszotta első felnőtt mérkőzését az Atlético Madrid színeiben.
Négy év elteltével időszerűvé vált számára a váltás és 2010-ben elkötelezte magát egy másik madridi illetőségű csapat, a Rayo Vallecano mellett, ahol a 2010-11-es szezon zárófordulójában épp az ő győztes gólja jelentette a zsinórban elért harmadik bajnoki elsőséget.
A 2013-as bajnoki szezont már a svéd Tyresö FF csapatában kezdte, ahol 20 mérkőzésen 6 gólt szerzett. Fél év svédországi kitérő után 2014 januárjában visszatért Spanyolországba, az FC Barcelona csapatához, ahol két bajnoki címmel és két kupagyőzelemmel bővítette trófeái számát.
2017. július 3-án hároméves szerződést írt alá a Paris Saint-Germain csapatához.
Egy bajnoki második helyezés, egy elveszített BL döntő és egy francia kupagyőzelmet követően szerződött vissza az Atlético-hoz, ahol spanyol bajnok és gólkirálynő is lett, azonban 2019 nyarán visszatért Barcelona gárdájához.

### A válogatottban
2011 szeptemberében bemutatkozott a spanyol nemzeti csapatban. 2013-ban ott volt a svédországi Európa Bajnokságon, ahol Spanyolország a negyeddöntőig jutott. Hazája színeiben részt vett a 2019-es világbajnokságon, ahol négy mérkőzésen három találatot jegyzett.

## Sikerei

### Klubcsapatokban
Spanyol bajnok (4):
- Rayo Vallecano (1): 2010–11
- Atlético Madrid (1): 2018–19
- Barcelona (2): 2013–14, 2014–15

 Spanyol kupagyőztes (4):
- Barcelona (2): 2013–14, 2016–17

 Francia kupagyőztes (1):
- Paris Saint-Germain (1): 2017–18

Bajnokok Ligája győztes (1):
- Barcelona (1): 2020–21

Bajnokok Ligája döntős (2):
- Paris Saint-Germain: 2016–17
- Barcelona (2): 2018–19, 2021–22

### A válogatottban
Spanyolország
- Algarve-kupa győztes: 2017
- Ciprus-kupa győztes: 2018
- SheBelieves-kupa ezüstérmes (1): 2020[8]

### Egyéni
Spanyol  gólkirálynő (4): 2015–16 (24 gól), 2016–17 (35 gól), 2018–19 (24 gól), 2019–20 (23 gól)